# Cruàs
Cruàs (en francès Cruas) és un municipi francès situat al departament de l'Ardecha i a la regió d'Alvèrnia-Roine-Alps. L'any 2007 tenia 2.670 habitants.

## Demografia

### Població
El 2007 la població de fet de Cruas era de 2.670 persones. Hi havia 1.088 famílies de les quals 336 eren unipersonals (188 homes vivint sols i 148 dones vivint soles), 312 parelles sense fills, 360 parelles amb fills i 80 famílies monoparentals amb fills.
La població ha evolucionat segons el següent gràfic:
Habitants censats

### Habitatges
El 2007 hi havia 1.212 habitatges, 1.085 eren l'habitatge principal de la família, 51 eren segones residències i 76 estaven desocupats. 902 eren cases i 272 eren apartaments. Dels 1.085 habitatges principals, 638 estaven ocupats pels seus propietaris, 413 estaven llogats i ocupats pels llogaters i 34 estaven cedits a títol gratuït; 3 tenien una cambra, 93 en tenien dues, 192 en tenien tres, 368 en tenien quatre i 429 en tenien cinc o més. 790 habitatges disposaven pel capbaix d'una plaça de pàrquing. A 455 habitatges hi havia un automòbil i a 500 n'hi havia dos o més.

### Piràmide de població
La piràmide de població per edats i sexe el 2009 era:
| Homes | Edats   | Dones |
| ----- | ------- | ----- |
| 0     | 95 o +  | 4     |
| 16    | 90 a 94 | 8     |
| 12    | 85 a 89 | 48    |
| 16    | 80 a 84 | 24    |
| 36    | 75 a 79 | 56    |
| 52    | 70 a 74 | 60    |
| 48    | 65 a 69 | 52    |
| 28    | 60 a 64 | 44    |
| 40    | 55 a 59 | 36    |
| 84    | 50 a 54 | 64    |
| 96    | 45 a 49 | 84    |
| 112   | 40 a 44 | 104   |
| 76    | 35 a 39 | 76    |
| 84    | 30 a 34 | 80    |
| 72    | 25 a 29 | 76    |
| 88    | 20 a 24 | 56    |
| 136   | 15 a 19 | 56    |
| 116   | 10 a 14 | 88    |
| 72    | 5 a 9   | 72    |
| 60    | 0 a 4   | 56    |

## Economia
El 2007 la població en edat de treballar era de 1.702 persones, 1.235 eren actives i 467 eren inactives. De les 1.235 persones actives 1.115 estaven ocupades (659 homes i 456 dones) i 120 estaven aturades (44 homes i 76 dones). De les 467 persones inactives 127 estaven jubilades, 151 estaven estudiant i 189 estaven classificades com a «altres inactius».

### Ingressos
El 2009 a Cruas hi havia 1.056 unitats fiscals que integraven 2.659 persones, la mediana anual d'ingressos fiscals per persona era de 17.334 €.

### Activitats econòmiques
Dels 98 establiments que hi havia el 2007, 8 eren d'empreses extractives, 4 d'empreses alimentàries, 1 d'una empresa de fabricació de material elèctric, 6 d'empreses de fabricació d'altres productes industrials, 14 d'empreses de construcció, 11 d'empreses de comerç i reparació d'automòbils, 2 d'empreses de transport, 9 d'empreses d'hostatgeria i restauració, 2 d'empreses d'informació i comunicació, 3 d'empreses financeres, 8 d'empreses immobiliàries, 9 d'empreses de serveis, 17 d'entitats de l'administració pública i 4 d'empreses classificades com a «altres activitats de serveis».
Dels 27 establiments de servei als particulars que hi havia el 2009, 1 era una gendarmeria, 1 oficina de correu, 2 oficines bancàries, 2 tallers de reparació d'automòbils i de material agrícola, 1 autoescola, 1 paleta, 1 guixaire pintor, 4 fusteries, 1 lampisteria, 2 electricistes, 1 empresa de construcció, 3 perruqueries, 6 restaurants i 1 agència immobiliària.
Dels 8 establiments comercials que hi havia el 2009, 3 eren botiges de menys de 120 m², 3 fleques, 1 una fleca i 1 una peixateria.
L'any 2000 a Cruas hi havia 11 explotacions agrícoles que ocupaven un total de 84 hectàrees.

## Equipaments sanitaris i escolars
El 2009 hi havia 1 farmàcia i 1 ambulància.
El 2009 hi havia 1 escola maternal i 2 escoles elementals. Cruas disposava d'un col·legi d'educació secundària amb 292 alumnes.

## Poblacions més properes
El següent diagrama mostra les poblacions més properes.